# Szabó Éva (színművész)
Szabó Éva (Székesfehérvár, 1943. július 4. –) Jászai Mari-díjas és Aase-díjas magyar színésznő, a József Attila Színház örökös tagja.

## Életpályája
Szabó György és Szeder Zsófia gyermekeként született.
1961–1965 között a Színház- és Filmművészeti Főiskola hallgatója volt.
A főiskola befejezése után 1965–66-ban a Pécsi Nemzeti Színházhoz szerződött. 1966–1968 között a debreceni Csokonai Színházban lépett fel. 1968–69-ben egy évadot a Békés Megyei Jókai Színházban töltött. 1969–1972 között a kecskeméti Katona József Színház színésznője volt. 1972 és 2014 között a József Attila Színház tagja, 2014 óta a Centrál Színház társulatához tartozik.
Férje Gábor Pál, Balázs Béla-díjas filmrendező volt.

## Színházi szerepei
A Színházi adattárban regisztrált bemutatóinak száma: 119. Ugyanitt negyvennégy színházi fotón is látható.
- William Shakespeare: Ahogy tetszik....Hymen megszemélyesítője
- William Shakespeare: Hamlet....Gertrud
- William Shakespeare: III. Richárd....Lady Anna
- William Shakespeare: Sok hűhó semmiért....Margit
- William Shakespeare: Tévedések vígjátéka....Emilia
- William Shakespeare: Vízkereszt, vagy amit akartok....Mária
- Carlo Goldoni: A hazug....Colombina
- Molière: Jourdain úr....Jourdainné
- Niccolò Machiavelli: Mandragóra....Sostrata
- George Bernard Shaw: Warrenné mestersége....Vivie
- Arthur Miller: A salemi boszorkányok....Tituba
- Bertolt Brecht: Koldusopera....Peacockné
- Dario Niccodemi: Tacskó....Tacskó
- Békeffi István – Stella Adorján: Janika....Mariska, Gizi anyja
- Georg Büchner: Danton halála
- George Bernard Shaw: Szent Johanna....Warwick apródja
- George Bernard Shaw: A hős és a csokoládékatona....Ekaterina
- George Gershwin: Porgy és Bess....
- Georg Büchner: Leonce és Léna....Rosetta
- Füst Milán: Negyedik Henrik király....
- Radnóti Miklós: Emlékezés Radnóti Miklósra....
- J. B. Priestley: A Conway család....Carol
- Hubay Miklós: Szüless újra, kedves....Babika
- Fejes Endre: Rozsdatemető.....Hajnalka; Gizike
- Szedő Lajos: Éjféli randevú....Bambina
- Nóti Károly: Nyitott ablak....Klári
- Gyárfás Miklós: Egérút....Mari
- Tennessee Williams: Amíg összeszoknak – Tetőpont egy barlang fölött....Isabel Haverstick
- Jacques Deval: A potyautas....Martine
- Gyárfás Miklós: Lángeszű szerelmesek....Eszti
- Valeri Petrov: Rózsák tánca....Zongorista lány
- Arbuzov: A tizenkettedik óra....Katyenka
- André: Lulu....Lulu
- P. Horváth László: Hétlábú paripa....Ági
- Zoltán Pál – Horváth Jenő – Török Rezső: Péntek Rézi....Teresa Venerdì
- Claude Magnier: Mona Marie mosolya....Marie
- Marcel Achard: A bolond lány....Josefa Lantenay
- Szakonyi Károly: Adáshiba....Vanda
- Kövesdi Nagy Lajos: Ellopták a vőlegényem....Kőszeghy Éva
- Pedro Calderón de la Barca: Az élet álom....Rosaura
- Fekete Sándor: Borostyán, a vándorszínész....De Cau Mimi
- Braginszkij–Rjazanov: Ma éjjel megnősülök!....Marina
- Seán O’Casey: Juno és a páva....Mary
- Leonov: Hazatérés....Prokofij
- Victor Máté: Villon és a többiek....Duci Margó; Madeleine főnökasszony
- Kertész Ákos: Özvegyek....Róza
- Németh László: Eklézsia-megkövetés.....Zsuzsanna
- Száraz György: Megoldás....Szása
- Száraz György: Ítéletidő....Cornélia
- Honoré de Balzac: Pajzán históriák avagy a művészet hatalma....Ambois-né
- Müller Péter: Szemenszedett igazság....Valletné
- Giulio Scarnicci – Renzo Tarabusi: A csodák Nápolyban születnek....Clelia
- Makszim Gorkij: Az öreg....A lány
- Kassák Lajos: Angyalföld....Anya
- Czakó Gábor: Disznójáték....Koca anyó
- Heltai Jenő: A tündérlaki lányok....Özvegy Bergné
- Ivan Bukovčan: Keringő a padláson....Nő
- Antoine de Saint-Exupéry: A kis herceg....Róka
- Galambos Lajos: Szerelmes égitestek....Tóth Mariska
- Franz von Suppé: Boccaccio....Peronella
- Siposhegyi Péter: A semmi ágán....Jolán
- Dario Fo: Nem fizetünk, nem fizetünk!....Antónia
- Valentyin Petrovics Katajev: Bolond vasárnap....Vera Sznobkó
- Vajda Anikó – Vajda Katalin: Így játszunk mi....Tehén; Zsani; Lili; Előadónő
- Heltai Jenő: Naftalin....Manci
- Edward Albee: Mindent a kertbe....Cynthia
- Alex Reza: Fények és árnyak....Julianne
- Lajtai Lajos: Mesék az írógépről....Özvegy Lehmanné
- Selmeczi György: Svejk vagyok....Alexandra Gavrilovna Lvovna
- Molnár Ferenc: A Pál utcai fiúk....Nemecsek anyja
- Mann-Mnouchkine-Dobai-Szabó: Mefisztó....Efeu asszony
- Nagy Tibor: A kölyök....Betty
- Schwab: Népirtás avagy nem funkcionál a májam....Kovacicné
- Richard Harris: Csupa balláb....Rose; Mrs. Fraser
- Békeffi István: Párizsi divat....Méltóságos asszony
- Grimm fivérek: Hamupipőke....Hétzsákné
- John Kander – Fred Ebb: Chicago....Mary Sunshine
- Radó Denise: A Fedák-ügy avagy kontra, rekontra, szubkontra....Rákosi Szidi; Júlia; Molnárné; színésznő 1.; Téglássy Emmi
- Kocsák Tibor-Nagy: Budapest, te csodás!....
- Kocsák Tibor: Légy jó mindhalálig....Török néni
- Ábrahám Pál: 3:1 a szerelem javára....Borcsa
- Marriott-Grant: Nász-frász....Evelyn
- Reza Yasmina: Fények és árnyak....Julianne
- David Lindsay-Abaire: Jó emberek....Dottie
- Mikszáth Kálmán: Különös házasság....Fáyné
- Milan Kundera: Jakab és az ura....
- Csiky Gergely: Kaviár....Szakácsné
- Dés László – Nemes István – Koltai Róbert – Nógrádi Gábor: Sose halunk meg....Ancika; Kosaras a piacon
- Neil Simon: Furcsa pár....Vera
- Loleh Bellon: Csütörtöki hölgyek....Marie
- Neil Simon: A 88. utca foglyai....Jessie
- Eugène Labiche: Egy olasz szalmakalap....Champigny báróné
- Joe DiPietro: A folyón túl Itália....Emma

## Filmjei

### Játékfilmek
| - Karambol (1964) - Ezek a fiatalok (1967) - Utazás Jakabbal (1972) - A járvány (1975) - Hugó, a víziló (1975) - Két pont között a legrövidebb görbe (1976) - Olyan mint otthon (1978) - Angi Vera (1979) - Fábián Bálint találkozása Istennel (1980) - Útközben (1980) - Töredék az életről (1980) - Megáll az idő (1982) - Kettévált mennyezet (1982) | - Rohanj velem! (1982) - Jób lázadása (1983) - Napló gyermekeimnek (1984) - Redl ezredes (1985) - Yerma (1984) - Gondviselés (1986) - Napló szerelmeimnek (1987) - Napló apámnak, anyámnak (1990) - Roncsfilm (1992) - A magzat (1993) - Apáink pere (2001) (vágó) - Üvegfal (2005) |

### Tévéfilmek
| - Villon (1965) - Utánam, srácok! (1975) - Vakáció a halott utcában (1978) - Kodály Zoltán: Háry János (1980) - Családi kör (1980–1989) - Hínár (1981) - Nyitott ház (1981) - Kismaszat és a Gézengúzok (1984) | - Ember és árnyék (1985) - Nyolc évszak (1987) - Szomszédok (1990) - Tiszazug (1991) - Maigret (1992) - Família Kft. (1992-1993) - Rizikó (1993) |

## Szinkronszerepei
| - Hófehérke és a hét törpe: Királynő / Gonosz Boszorkány – Lucile La Verne - Eszeveszett birodalom: Izma – Eartha Kitt - 24: Karen Hayes – Jayne Atkinson - Anna: Ute Pelzer – Ilse Neubauer - A körzet: Ella Farmer – Lynne Thigpen - A legjobb szándék: Alma Bergman – Mona Malm - A nagy svindli: June Ellington – Diahann Carroll - A sivatag szerelmesei: Bertha de Fonseca – María Cristina Gálvez - A szenvedély vihara: Bianca – Macha Méril - A szerelem ösvényei: Laura Albavera – Maricruz Nájera - A szerelem rabjai: Mercedes Achaval Urien – Irma Roy - A vipera: Leticia 'Lety' – Silvia Mariscal - A zöldellő fa alatt: Mary Dewy – Jane Wheldon - Aludj csak, én álmodom: Midge Callaghan – Micole Mercurio - Apáca show: Deloris Van Cartier/Mary Clarence nővér – Whoopi Goldberg - Az én kis Bushom: Maggie Hawley – Marcia Wallace - Az igazság napja: Justice Esther Weisenberg – Camille Saviola - Drakula halott és élvezi: Ouspenskaya asszony – Anne Brancoft - Bette: Bette – Bette Midler - Blöff: Mickey anutája – Sorcha Cusack - Bridget Jones: Mindjárt megőrülök!: Robyn – Jessica Hynes - Büszkeség és balítélet: Mrs. Bennet – Brenda Blethyn - Csillagpor: Poshadtvíz Sel – Melanie Hill | - Emma: Miss Bates – Prunella Scales - Édes, drága titkaink: Letitia Darling – Jill Clayburgh - Észak és Dél: Mrs. Shaw – Jane Booker - Forrest Gump: Mrs. Gump – Sally Field - Grease: Blanche, iskolatitkárnő – Dody Goodman - Hősök: Angela Petrelli – Cristine Rose - Inni és élni hagyni: Adele Stackhouse – Lois Smith - Internátus: Jacinta García – Amparo Baró - Kedves fészek: Ma Larkin – Pam Ferris - Ki a főnök?: Mona Robinson – Katherine Helmond - Kórház a város szélén 20 év múlva: Marta Penkavová – Iva Janzurová - Lányok a lidóból: Henriette – Line Renaud - Muriel esküvője: Betty Heslop – Jeanie Drynan - Ő a megoldás: Mrs. Horowitz – Beth Grant - Pauly: Sumi – Amy Hill - Rosalinda: Enriqueta de Navarrete – Ana María Aguirre - Stefanie: Klara Junge, verw. Mering – Walfriede Schmitt - Szabadlábon: Kathleen O'Reilly – Maggie McCarthy - Született feleségek: Martha Huber – Christine Estabrook - Viharsziget: Bridget Kearns – Robin Bartlett - Walt Disney – Eszeveszett Birodalom: Yzma - Walt Disney – Eszeveszett Birodalom 2. – Kronk, a király: Yzma - Hatalom és szenvedély: Sarah McAlister – Jill Forster - Ég és föld között: Bella Abzug – Anne Jackson |